# Црква Светог Саве у Дрвенграду
Црква Светог Саве у Дрвенграду, туристичком насељу на Мокрој Гори, на територији града Ужица, припада Епархији жичкој Српске православне цркве.
Црква брвнара, чији је ктиро Маја Мандић Кустурица, подигнута је и освећена 2004. године, по пројекту Милоша Миловановића, уз благослов епископа жичког Хризостома. Грађевина је подигнута од дрвета по узору на старе дрвене храмове у Русији. Западна врата су поклон града Вишеграда, изведена су у дуборезачкој радионици Рајка Ђинковића. Олтарски простор решен је по концепту Весне Голубовић, која је и аутор икона. Велико звоно је поклон Новака Тодоровића из Сарајева (Младеновац и Божидара Ковачевића из САД.